# Can Roldós
Can Roldós és una obra d'Argentona (Maresme) protegida com a Bé Cultural d'Interès Local.

## Descripció
Es tracta de dues cases de planta baixa i façanes simètriques. La teulada és a dues vessants amb frontó lateral, l'interès del qual radica en la tipologia del seu agrupament i els espais lliures que genera.
La seva primera propietària fou la sra. Àngela Tremoleda.
Les cases tenen porta central i una finestra a cada costat. Totes les obertures estan emmarcades amb peces ceràmiques. En el frontó hi ha una decoració feta amb trencadís en el qual hi ha escrit el nom de cada casa: "villa Àngela" i " villa Josefa" als números 20 i 22 del carrer Marina Julià respectivament.